# Diane et Endymion
Diane et Endymion est un tableau réalisé par Jérôme-Martin Langlois de 1819 à 1822.
Cette œuvre de style néoclassique, réalisée à la peinture à l'huile sur toile, représente la déesse romaine Diane, l'une des douze divinités olympiennes, tombant amoureuse d'Endymion. Il est réputé détruit ou disparu pendant la Guerre de 1914-1918 mais une œuvre similaire a été vendue à la chanteuse Madonna.

## Description
Le tableau est une peinture à l'huile sur toile de dimensions 320 × 211 cm. Disparu depuis 1911, il est connu par une gravure et des esquisses de l'école de Langlois, puis par la numérisation d'une photo en couleur publiée par WGA,.
Le tableau est peint dans le style néoclassique et représente une scène des Métamorphoses d’Ovide où la déesse Diane tombe amoureuse d'Endymion.
L’œuvre représente, à gauche, Diane, comme suspendue dans les airs, un carquois à l'épaule et pudiquement accompagnée d'un voile nébuleux. Elle contemple Endymion, en bas à droite, assoupi sur une peau de tigre, le bras droit replié sous sa tête et tenant un javelot de la main gauche, son chien couché à ses pieds. Au centre, un amour ailé soulève, à l'attention de Diane, la draperie qui couvrait le jeune berger.

## Historique

### Commande et disparition
La peinture été commandée à Jérôme-Martin Langlois le 29 juillet 1817 par Louis XVIII pour le salon de Diane au Château de Versailles,. Il est exposé au Salon de Paris de 1822 (numéro 775 du livret) et a été achevé la même année,. Il reste au Musée du Luxembourg jusqu'à la mort du peintre (1838) ; puis il est déposé au Louvre qui en fait dépôt au musée de Picardie en 1873,.
Une gravure d'interprétation de la toile est réalisée par Étienne Achille Réveil vers 1830. Elle est soumise en 1843 par M. Muller à l'Institut de France.
Dans les années 1970, un jeune historien de l’art, Jacques Foucart, s'aperçoit que l’œuvre originale disparait des inventaires des musées dès 1911. Il est possible que le musée de Picardie l'ait à son tour déposée au musée de Doullens. Pendant la Première Guerre mondiale, la collection du musée de Picardie est évacuée au Louvre à Paris pour y être conservée mais le tableau reste manquant lors de la restitution des œuvres à Amiens en 1920. Il a d'abord été décrit comme « introuvable au retour de l'évacuation de 1918 » et ensuite comme « détruit par la chute de la torpille sur le musée » car on supposait qu'elle a été détruite lors du bombardement d'Amiens en 1918,,.

### Ventes
En 1989, lors d'une vente aux enchères chez Sotheby's à New York, la chanteuse américaine Madonna a acheté pour 1,3 million de dollars un tableau considéré comme « quasi identique » à Diane et Endymion, mais ni daté ni signé. Le tableau que Madonna a acheté est plus petit de 3 centimètres que l'original et peut être soit une copie, soit le tableau original lui-même, amputé de la bande où figuraient la date et la signature,.
En 2015, un conservateur d'art d'Amiens identifie le tableau sur une photo d'un reportage du magazine Paris Match où l'on voit Madonna poser devant l’œuvre dans sa maison. Aussitôt, Olivia Voisin, au nom du musée de Picardie, a déposé une plainte contre X pour le vol du tableau. Madonna n'est pas impliquée dans l'action en justice de la ville, l'institution ne contestant pas que Madonna ait acquis le tableau légalement.
Dans une vidéo du 16 janvier 2023, Brigitte Fouré, la maire d'Amiens, lance un appel à Madonna pour qu'elle prête le tableau à la ville afin que « nos habitants locaux puissent redécouvrir cette œuvre et en profiter ». En effet, Amiens est candidate au titre de Capitale européenne de la culture en 2028,.